# 返税
返税或退税（英語：Tax refund）是指在年度结算中个人应缴税额小于实际缴税时，从政府处退回的金额。也就是说，在每个财政年的结尾，根据个人报税有两种情况，如果缴税不够就要补交，多缴了就会退回一部分。
所得税的代扣金额基于个人总收入计算，在欧美国家，所得税通常会获得各种减免额，使得一部分收入不须缴税，有的政策可以计算其它财产的损失（例如股票）而得到税收减免，因此大部分的纳税人都可以获得返税。
政府以此鼓励纳税人将每年的收支、经济活动报告给税务部门。在美国，甚至有非法移民也会报税，认为报税可能有助于将来获得合法居留权。
通常，纳税人可以选择直接将返税存入银行账户，用支票寄给他们，或者转入下一年抵税。
另外，為鼓勵外國旅客在境內購物消費，在免稅商店購買特定商品時，可憑護照及簽證以免除消費稅等隨商品徵收的稅賦，或離境之前於機場、口岸憑發票向海關申請退還稅額。

## 世界各国的返税

### 美国
4月15号作为报税截至日也通称为美国的纳税日（Tax Day）。
大多数美国人向国家税务局报税，也有部分是地方税务局（比如加州）。据美国国家税务局的统计，2004年所有的报税单中77％收到了返税，平均返税金额为2100美元。在上世纪90年代，纳税人可能需要长达3个月的时间等待返税，而如今的平均时间是六周，使用电子报税的则只需要等3周时间。
国税局从1995年就开始发展在因特网上的电子报税。2009年，大约70％的人都可以免费地获得这一服务，
据估计2010年电子报税将占到总数的66％。
联邦的所得税宽减额（Earned Income Tax Credit）于1975通过，经过数次扩大，如今已经成为美国一项重要的社会福利，用以确保中低收入的人群获得返税。
有人认为这种庞大的返税方式不如在收税时直接减少代扣金额，因为收完再返相当于政府获得了一笔无息贷款。不过其它人也认为返税帮助他们“存”下了一笔钱，以免无力支付年终账单。
在尼克松的水门案时，其个人报税单被泄密，尽管这次事件本身充满了争议，但这之后的美国历届总统都会公布他们的报税情况（有的是部分），这些资料可以在美国税收历史计划 （页面存档备份，存于）找到。

### 加拿大
除了个别延后情况以外，加拿大的报税截至日期是4月30日。
每个省份的所得税率都不相同，但统一由联邦征收，因此纳税人是向加拿大税务局要求返税。唯一的例外是魁北克省，它有独立的征税制度和机构。报税在加拿大还有选举人注册的作用。税单中有一个选项询问纳税人，是否愿意将自己的联系信息提供给加拿大选务局，以登记为合格选民。

### 澳大利亚
澳大利亚的财政年在每年6月30号结束，这使得报税期限定在同年10月31号。
每年，澳大利亚税务局会提供一个税单包（TaxPack），供免费从网上下载或从卖报纸的地方领取。个人报税还可以通过税务局的电子报税软件。尽管有这些政府部门提供的便利，据估计仍有80％的纳税人花钱请人替自己报税，也从一个侧面体现出澳洲税务系统的复杂程度。

### 印度
印度除了返税本身以外还会返利息，申请人必须在规定的时间内向政府报税，国家税收委员有权延后报税期限。

### 英国
英国税务海关总署主管公民报税与返税，由于采用的所得税预扣系统（PAYE）可以准确地从收入中扣除应缴税，大部分的纳税人并不需要报税。

### 爱尔兰
与英国的所得税预扣法类似，一般当预扣不一致的时候才会有返税，例如纳税人在年底之前被减薪或结束工作。返税在四年内有效。

### 德国
德国居民是否需要有义务报税主要取决于居民个人的收入来源以及是否申请了津贴。一般的雇员往往能够每年通过报税获得几百欧元的退税。

## 另見
- 退傭
- 節稅
- 免稅購物